# Santos González
Santos González Capilla (nascido em 17 de dezembro de 1973) é um ex-ciclista profissional espanhol que participava em competições de ciclismo de estrada. Em 2006, ele venceu uma etapa da Volta à Espanha, onde terminou em quarto lugar. Santos participou de duas Olimpíadas, Barcelona 1992 e Sydney 2000.